# Тефріка (фема)
Фема Тефріка або Леонтокоми (грец. Θέμα Τεφρικής) — військово-адміністративна одиниця Візантійської імперії (фема), яка розташовувалась в Каппадокії (сучасна Туреччина). Назва походить від фортеці Тефріка. Утворилася близько 940 року. Припинила своє існування 1071 року внаслідок завоювання сельджуками.

## Історія
З моменту побудови у 850 році стає столицею єретиків-павликіан, що створили власну державу у Малій Азії. В подальшому було місцем боротьби з візантійськими військами. Після взяття фортеці в 878 році тут утворено келйсуру (на кшталт західноєвропейської марки) Леонтокоми (названої в честь імператора Лева VI). Втім достеменно невідомо чи вона входила до складу феми Колонеа або Халдія, чи підпорядокувалася безпосередньо імператорові.
Близько 940 року перетворюється на самостійну фему. Слугувала опорним пунктом для наступу на мусульманські держави на сході Малої Азії. З кінця X ст. перетворюється на внутрішню фему. Основу господарства в цей час складає скотарство і садівництво.
У 1021 році стає володіння Сенекеріма, який зрікся трону Васпуракану. З 1050-х років відновлюється статус прикордонної провінції через постійні вторгнення сельджуків у межі Візантійської імперії. наприкінці 1050-х та напочатку 1060-х років фема стає місцем постійної боротьби між сельджуками і візантійцями. До 1065 року опинилася під владою перших. Втім у 1068 році імператор Роман IV відвоював Тефріку. Але після поразки візантії у битві біля Манцикерту 1071 року фема остаточно потрапила під владу сельджуків. В подальшому стає частиною держави Данішмендидів.

## Адміністрація
Охоплювала невеличку територію навколо Тефріки (на півночі і заході межувала з фемою Себастія, на сході — Іверією, на півдні — з фемою Месопотамія). На чолі стояв стратег, але його ранг та титул достеменно невідомі.

## відомі стратеги
- Сенекерім (1021—1026/1027)